# 近畿レントゲン工業社
株式会社近畿レントゲン工業社（きんきレントゲンこうぎょうしゃ）は、京都府京都市上京区に本社を置く、精密機器、医療機器の製造、販売をおこなう企業。

## 概要
X線発生装置を自社で設計、製造する。医療、歯科用だけでなく、非破壊検査装置も手がける。

## 事業内容
医用機器
デジタルX線システム、歯科用コーンビームCTのような医用画像診断機器を提供している。
検査装置
非破壊検査装置を製造、販売する。

## 沿革
- 1946年 - 創業
- 1958年 - 設立
- 1972年 - 歯科用のパノラマX線撮影装置の製造販売開始
- 1989年 - 非破壊検査装置の研究開発開始
- 1995年 - 産業用X線発生装置の研究開発開始
- 2000年 - 産業用のX線発生装置の製造販売開始
- 2004年 - 靴とタイヤ用の非破壊検査装置の製造販売開始
- 2010年 - デジタル式パノラマX線装置の製造販売開始
- 2015年 - 高電圧X線発生装置の製造販売開始